# Садиба Марковського (Сказинці)
Ясенівка, давніша назва Сказинці (Нові Ярмолинці) з 15 ст. належали родині Ярмолинських. У другій половині 17 ст. Ганна Ярмолинська одружилася з бароном Яном Шьопінгом з Курляндії, а їхня донька Констанція Шьопінг одружилася з Михайлом Марковським, внаслідок чого Скаржинці перейшли у володіння Марковських. Пізніше Сказинці належали його синові Францискові Марковському (1727-1806), який збудував в 18 ст. там свою резиденцію. 
Це був одноповерховий особняк, покритий двосхилим дахом, побудований у 1760 році Франциском Марковським (1727-1806), був одним з найстаріших на Поділлі. Численні старовинні речі та велика бібліотека, зібрані в резиденції, були знищені в 1917 р.. З фронту будинку був портик з чотирма колонами, що підтримували трикутний фронтон. На кінці крила, будівлі з дахами переходили в фасади.
В 1903 р. Сказинці дісталися Казимиру Правдіц-Залеському, одруженому з Ядвігою Марковською.   